# Київська Мадонна
Київська Мадонна — символічне зображення жінки, яка годує дитину, що сховалася в київському метро, щоб захиститися від нападу під час бомбардування столиці України Києва у 2022 році Збройними силами Російської Федерації під час російсько-української війни. Фотографія, зроблена журналістом Андрашем Фельдешем, набула популярності в інтернеті. Вона стала ілюстрацією як гуманітарної кризи, так і несправедливої війни. Знімок став натхненням для ікони, розміщеної в католицькій церкві в Муньяно-ді-Наполі, Італія, яка стала мистецьким символом опору та надії.

## Історія
У перші дні відкритого вторгнення Росії в Україні образ 27-річної Тетяни Блізняк, яка годує грудьми свою тримісячну доньку Марічку, що сховалася в тунелях київського метро, щоб захиститися від нападу під час бомбардування Києва Збройними силами Російської Федерації, привернув увагу угорського журналіста Андраша Фельдеса, що спонтанно зняв її на відео. Жінка переховувалася в метро з чоловіком і дитиною з 25 лютого 2022 року. Хоча їх мали евакуювати 26 лютого, вони не змогли вибратися з тунелю через бойові дії. Світлина стала вірусною і навіть була опублікована на офіційному сайті Ватикану. Українська художниця Марина Соломенникова з Дніпра була серед тих, хто його побачив. Він використав культовий образ жінки як натхнення для свого портрета Марії, яка годує немовля. На картині як покривало Марії використано український жіночий головний убір, а її голова зображена на тлі мапи метрополітену. 5 березня 2022 року художник виклав створений ним портрет в Інтернет.
На прохання священника В'ячеслава Окуна полотняна копія портрета «Мадонна з метро» була відправлена до Італії для зберігання в місці, де служитиме священник. У Великий четвер архієпископ Неаполя освятив картину як об'єкт поклоніння. Ікону виставили в церкві Пресвятого Серця Ісуса, яку прозвали «Київською Мадонною», що знаходиться в комуні Муньяно-ді-Наполі. Ікона була освячена Папою Франциском 25 березня 2022 року.
Пізніше Тетяна Блізняк знайшла притулок у Львові.

## Значення
Образ став як ілюстрацією гуманітарної кризи та несправедливої війни, так і символом надії та спротиву українців. Своєю чергою, портрет матері Ісуса з Назарету, яка сховалася від небезпеки Ірода Великого, сьогодні вважається символом сучасної Марії, яка ховається від насильства війни та годує своє немовля, як і він.